# Patachou
Patachou, eredeti neve Henriette Ragon (Párizs, 1918. június 10. – 2015. április 30.) francia énekesnő, színésznő, a francia sanzon egyik csillaga. A becsületrend lovagja.

## Pályafutása
Henriette Ragon (művésznevén Patachou) gépírónőként, aztán gyári munkásként, cipőkereskedőként, régiségkereskedőként dolgozott, mielőtt ismert énekesnő, majd a francia sanzon egyik ünnepelt sztárja lett.
1948-ban férjével megvettek egy étterem-kabarét Montmartre-on, Patachou néven. Ezen a helyen kezdett nyilvánosan énekelni, és az újságírók itt kezdték a kabaréja után Patachou-nak nevezni. Georges Brassens is fellépett ott. Együtt adtál elő a „Maman, papa” duettet.
Elsőként tolmácsolta az általa komponált dalokat; például: „Le bricoleur”, a „La chasse aux papillons”, stb.
Első lemeze 1952-ben jelent meg. 1953-2003 között tizennégy filmben és féltucat tévésorozatban szerepelt.

## Albumok
- 1954: ...Chante Brassens
- 1968: Tour Eiffel
- 1962: Patachou chante Bruant Philips standard

. . .
- https://www.last.fm/music/Patachou/+albums

## Sanzonok
(válogatás)
- 14 juillet (Rendez-vous de Paname) (dalszerző: Francis Lemarque)
- À Biribi (dalszerző:  Aristide Bruant)
- À Grenelle (dalszerző: Aristide Bruant)
- Ah! la belle amour
- À la Bastille (dalszerző: Aristide Bruant)
- À la Glacière (dalszerző: Aristide Bruant)
- À la Vilette (dalszerző: Aristide Bruant)
- Allume tes lampions (dalszerző: Michel Legrand/Jean Dréjac)
- À Mazas (dalszerző: Aristide Bruant)
- À Paris (dalszerző: Francis Lemarque)
- À Saint-Lazare (dalszerző: Aristide Bruant)
- Domino (dalszerző: Louis Ferrari/Jacques Plante)
- Douce Marijane
- Dès que je t'aime
- Encore
- Entre Pigalle et Blanche
- Entre mon homme et mon enfant
- Faut pas gamberger
- Gosses de Paris (dalszerző: Maurice Vidalin/Charles Aznavour)
- Histoire de roses (dalszerző: Robert Lamoureux)
- Il n'y a pas si longtemps
- J'ai rendez-vous avec vous (dalszerző: Georges Brassens)
- Jambes roses
- J'aurai du mal à tout quitter (dalszerző: Henri Salvador/Bernard Dimey)
- La Complainte de la Butte (Georges van Parys/Jean Renoir)
- Le Piano du pauvre (dalszerző: Léo Ferré)
- Va pas t'imaginer (dalszerző: Michel Legrand/Jean Dréjac)
- Un gamin de Paris
- Un petit homme timide
- Un vendredi en Palestine
- Viens au creux de mon épaule (dalszerző: Charles Aznavour)
- Viens (dalszerző: Gilbert Bécaud/Charles Aznavour)
- Vivre avec toi (dalszerző: Charles Aznavour)
- Vos yeux cachou
- Voulez-vous jouer avec moâ (dalszerző: Georges van Parys/Marcel Achard)
- Vous
- Voyage de noces
- Y'en a des bateaux
- Z'yeux bleus

## Filmek
- Patachou az IMDb-n

## Díjak
- 1989: Francia Köztársaság Nemzeti Érdemrendje
- 2003: Commandeur de l'ordre des Arts et des Lettres
- 2008: Francia Köztársaság Becsületrendje